# 郭耀明
郭耀明（英語：Mark Kwok Yiu Ming，1964年10月28日—），原名郭紹培，曾為亞洲電視及無綫電視男藝員，郭耀明則現時淡出電視圈後並轉投任職旗下的保險界人士。

## 背景
郭耀明出生於香港，父母早年分離。他小時候就讀調景嶺的寄宿學校慕德小學。中學畢業後曾在廣告公司當了三至四年廣告平面設計師。當時會用公餘時間到設計學校進修。後來因為覺得工作沉悶而轉行當上藝人。他早期從亞洲電視而出道，是1984年至1985年亞洲電視第三期藝員訓練班的畢業生。同期同學有葉子楣和方國珊。他畢業後尚未正式成為亞視的演員，而是在1991年再次入讀亞洲電視的藝員訓練班（與戴耀明及韋家雄為同學），1992年才簽約亞洲電視，並開始於幕前演出。後來在1995年離開亞洲電視後轉投無綫電視繼續曾參與處境劇電視劇演出《真情》的中飾演歸亞南之後內開始令觀衆留意，之後就一直在無綫電視並服務至2007年。期間曾經兩度擔任第二男主角。淡出娛樂圈後轉職至保險界任職，曾在蘇黎世保險任職一年，亦有參加友邦保險新人課程，《通天幹探》為其告別幕前的作品。

## 演出作品

### 電視劇（無綫電視）
| 首播   | 劇名               | 角色            | 性質               |
| 1995年 | 壹號皇庭IV         | 鄭子偉          | 男配角             |
| 1995年 | 真情               | 歸亞南          | 男配角兼單元男主角 |
| 1996年 | 天地男兒           | 胡世榮          | 男配角             |
| 1996年 | 大刺客之大唐聶隱娘 | 卓立            | 男配角             |
| 1996年 | 廉政行動1996       | 郭法立          | 男配角             |
| 1996年 | 狀王宋世傑         | 唐雪喬          | 男配角             |
| 1998年 | 鹿鼎記             | 鄭克塽          | 男配角             |
| 1998年 | 掃黃先鋒           | 廖福興          | 男配角             |
| 1998年 | 烈火雄心           | 葉世輝（阿輝）  | 男配角             |
| 1998年 | 生命有TAKE2        | 陳力行          | 第二男主角         |
| 1998年 | 廉政行動1998       | 朱紀棠          | 主要角色           |
| 2000年 | 夢想成真           | 袁敏達          | 男配角             |
| 2001年 | 錦繡良緣           | 長孫文本        | 男配角             |
| 2002年 | 情牽百子櫃         | 鍾正龍          | 男配角             |
| 2002年 | 烈火雄心II         | Gary            | 客串               |
| 2002年 | 皆大歡喜           | 靚寶            | 單元角色           |
| 2002年 | 鄭板橋             | 周士俊          | 男配角             |
| 2002年 | 蕭十一郎           | 連城璧          | 男配角             |
| 2003年 | 九五至尊           | Marco           | 男配角             |
| 2003年 | 智勇新警界         | Howard          | 男配角             |
| 2003年 | 繾綣仙凡間         | 庾若冬          | 男配角             |
| 2003年 | 金牌冰人           | 秦穆            | 單元角色           |
| 2003年 | 俗世情真           | 杜偉聰          | 男配角             |
| 2003年 | 非常外父           | 麥彼得          | 男配角             |
| 2004年 | 心慌·心郁·逐個捉   | 劉可發          | 第二男主角         |
| 2004年 | 大唐雙龍傳         | 李建成          | 男配角             |
| 2004年 | 翡翠戀曲           | 周兆東          | 男配角             |
| 2004年 | 皆大歡喜           | Richard         | 單元角色           |
| 2004年 | 爭分奪秒           | 洪培基          | 男配角             |
| 2004年 | 棟篤神探           | 招世勤（Kenny） | 男配角             |
| 2004年 | 一屋兩家 三 姓人   | 華哥            | 男配角             |
| 2005年 | 御用閒人           | 柳文齐          | 男配角             |
| 2005年 | 窈窕熟女           | Jacky           | 閒角               |
| 2005年 | Yummy Yummy        | Marco           | 閒角               |
| 2005年 | 胭脂水粉           | 原永華          | 男配角             |
| 2005年 | 布衣神相           | 宋晚燈          | 男配角             |
| 2006年 | 天幕下的戀人       | 羅 波           | 男配角             |
| 2006年 | 潮爆大狀           | 陳偉強          | 男配角             |
| 2006年 | 火舞黃沙           | 馬賊首領        | 跑龍套             |
| 2006年 | 法證先鋒           | 羅華健          | 男配角             |
| 2007年 | 通天幹探           | 萬傑            | 閑角               |

### 電視劇（亞洲電視）
- 1992年：今裝戲寶之難兄難弟 飾 陸亞宗
- 1992年：點解阿Sir係隻鬼 飾 Ken
- 1992年：仙鶴神針 飾 戚繼光
- 1992年：伯虎為卿狂
- 1992年：龍在江湖 飾 馬偉豪
- 1993年：勝者為王III王者之戰 飾 戚家富
- 1993年：槍神 飾 Ben

### 電視劇（中視）
- 1997年：祝你幸福 飾 夏仁傑

### 電視電影
- 1992年：飛哥正傳 飾 麥志威（亞洲電視）
- 1995年：的士810 II（無綫電視）
- 1996年：的士810 III 飾 坤子雄（無綫電視）[8]

### 電影
- 1994年：我愛法拉利 飾 周偉雄
- 2001年：生命因愛動聽[9] 飾 沈萬豪

### 節目主持
- 1993年：機靈加油站（亞洲電視）
- 1997年：志蓮淨苑重建特輯（無綫電視）
- 1997年：國慶文藝晚會 （無綫電視）
- 1997年：康泰旅遊特輯之美國（無綫電視）
- 1998年：康泰旅遊特輯之海南島（無綫電視）
- 2000年：康泰旅遊特輯之緬甸（無綫電視）
- 2000年：東鐵支線傳真（無綫電視）

### 參與節目（無綫電視）
- 1997年：歡樂滿東華（演出）
- 1998年：明愛暖萬心（演出）
- 1998年：東華愛心競爭大賽（演出）
- 1998年：慈善星輝仁濟夜（演出）
- 1998年：電視大贏家（嘉賓）
- 2001年：旅遊真的感受（嘉賓；第10、33至34集）[10]
- 2002年：智在必得（嘉賓；第88集）
- 2002年：異靈靈異（單元〈上瘾〉演出；第3集）
- 2002年：吾係獎門人（嘉賓；第12集）

### 音樂錄影帶
- 1994年：《生命有價》（主唱：王馨平）
- 1996年：《懦弱》（主唱：陳慧琳）
- 1997年：《再見二丁目》（主唱：楊千嬅）
- 1998年：《女人花》（主唱：梅艷芳）
- 1998年：《當男人愛上女人》（主唱：李惠敏）

### 音樂特輯
- 1998年：陳慧琳 - 愛情一卡拉-南非之旅

### 其他演出
- 2000年：私隱事件簿（香港電台製作；無綫電視播放）[11]

### 廣告
- Head & Shoulder 洗髮水
- Gaterade健康產品
- 大快活快餐店
- 金莎巧克力
- 渣打銀行
- 1997年：廣州橋城花園
- 1997年及1998年：法國婚紗[12]
- 2000年：番禺奧林匹克花園
- 2004年：棕櫚湖畔 麗景新園[13]